# Blood & Sinners
Blood & Sinners (Originaltitel Sinners) ist ein Vampir-Horrorfilm von Ryan Coogler. Das Fantasydrama mit Michael B. Jordan in der Hauptrolle und Hailee Steinfeld, Miles Caton, Jack O’Connell, Wunmi Mosaku, Jayme Lawson, Omar Benson Miller, Li Jun Li und Delroy Lindo in weiteren Rollen spielt während eines Tages und einer Nacht im Jahr 1932. Blood & Sinners kam Mitte April 2025 in die US-amerikanischen, deutschen, österreichischen und Deutschschweizer Kinos.

## Handlung
Die Zwillinge Smoke und Stack sind in Clarksdale aufgewachsen, dienten im Ersten Weltkrieg und sind dann in Chicago gelandet, wo sie sich in der Unterwelt als Gauner, Zuhälter und Killer verdienten. Sie wollen nach Jahren in der von Al Capone heimgesuchten Großstadt versuchen, auf vertrautem Boden noch einmal neu anzufangen, lassen ihr bisheriges Leben hinter sich und kehren im Oktober 1932 in ihre alte Heimat nach Mississippi zurück, wo die Sklaverei zwar offiziell abgeschafft wurde, die Diskriminierung der schwarzen Bevölkerung aber noch immer Alltag ist und der Ku-Klux-Klan noch eine große Rolle spielt.
Sie wollen dort mit dem in Chicago verdienten Geld ein Juke Joint eröffnen und kaufen dem alten Ku-Klux-Klan-Mitglied Hogwood daher eine leerstehende Scheune samt Grundstück ab. Dessen Kumpels, die beim Ku-Klux-Klan sind, warnen sie, sich von dem Grundstück fernzuhalten. Sie engagieren den Baumwollpflücker Cornbread als Türsteher, den legendären Mundharmonika- und Piano-Blues-Musiker Delta Slim und ihren Cousin Sammie, der die Gäste des Juke Joint mit seiner Bluesgitarre und seinem Gesang unterhalten soll. Die Brüder haben aus Chicago 500 Flaschen irisches Bier und italienischen Rotwein mitgebracht.
In Clarksdale scheint jedoch alles andere als ein ruhiges Leben auf die Zwillinge zu warten. Vampire haben es sich offenbar vor Ort gemütlich gemacht, also muss etwas getan werden, um die Blutsauger zu vertreiben.

## Produktion

### Regie und Drehbuch
„Mein Onkel James liebte drei Dinge: Er hörte Delta Blues, trank alle möglichen Whiskeysorten und liebte die San Francisco Giants.“

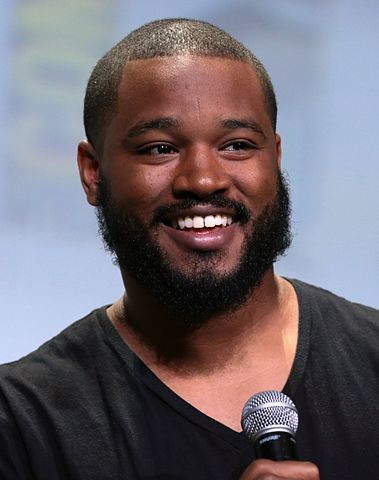
Regisseur Ryan Coogler

Regie führte Ryan Coogler, der auch das Drehbuch schrieb. Bekannt ist Coogler für sein Spielfilmdebüt Nächster Halt: Fruitvale Station, den Boxerfilm Creed – Rocky’s Legacy und die beiden Black-Panther-Filme aus dem Marvel Cinematic Universe. Coogler nannte eine Reihe von Filmen, die Einfluss auf Blood & Sinners hatten, darunter No Country for Old Men, Inside Llewyn Davis und Fargo der Coen-Brüder, die Filme von John Carpenter und The Faculty von Robert Rodriguez. Auch Stephen Kings Roman Brennen muss Salem habe großen Einfluss auf den Film gehabt, so der Regisseur. Sowohl sein verstorbener Onkel, der ständig Blues hörte, als auch sein Großvater mütterlicherseits stammten aus Mississippi, dem Schauplatz seines Films. Mit Blood & Sinners habe sich für ihn die Gelegenheit ergeben, in die Geschichte seiner eigenen Vorfahren einzutauchen.

### Besetzung, Choreografie und Synchronisation
Michael B. Jordan spielt in einer Doppelrolle die Zwillingsbrüder Elijah und Elias Moore, genannt Smoke und Stack. Er war in allen bisherigen Filmen von Coogler zu sehen. Die Namen der Smokestack-Brüder verweisen auf den Bluessong Smokestack Lightning von Howlin’ Wolf aus dem Jahr 1956. Omar Benson Miller spielt ihren Kumpel Cornbread, Miles Caton, ein ehemaliger Backgroundsänger von H.E.R., ihren „Preacher Boy“ genannten Cousin Sammie Moore und Delroy Lindo den Pianisten und Mundharmonikaspieler Delta Slim. Die nigerianisch-britische Schauspielerin Wunmi Mosaku ist in der Rolle von Smokes früherer Geliebten Annie zu sehen, eine Medizinfrau, mit der er eine gemeinsame Tochter hatte, die aber nach der Geburt starb. Yao und Li Jun Li spielen das chinesische Ladenbesitzerpärchen Bo und Grace Chow. Hailee Steinfeld spielt Mary, Stacks ehemalige Flamme, die mittlerweile einen reichen Mann geheiratet hat. David Maldonado ist in der Rolle des alten Ku-Klux-Klan-Mitglieds Hogwood zu sehen, dem Smoke und Stack die Scheune abkaufen. In weiteren Rollen sind der Brite Jack O’Connell als der Hauptvampir Remmick und Jayme Lawson als Pearline beziehungsweise Pearl zu sehen, in die sich Sammie am Bahnhof verliebt. Auch der Bluesmusiker und mehrfache Grammy-Preisträger Buddy Guy hat im Film einen kurzen Auftritt. Das Casting übernahm Francine Maisler.
Die Choreografie übernahm, we bei Black Panther, Aakomon Jones.
Die deutsche Synchronisation entstand nach einem Dialogbuch von Tobias Neumann und der Dialogregie von Stefan Fredrich im Auftrag der Interopa Film GmbH in Berlin.
| Darsteller           | Synchronsprecher      | Rolle                                      |
| -------------------- | --------------------- | ------------------------------------------ |
| Michael B. Jordan    | Nico Sablik           | Elijah 'Smoke' Moore / Elias 'Stack' Moore |
| Hailee Steinfeld     | Victoria Frenz        | Mary                                       |
| Miles Caton          | Jonathan Kwesi Aikins | Sammie Moore                               |
| Jack O’Connell       | Konrad Bösherz        | Remmick                                    |
| Wunmi Mosaku         | Anja Stadlober        | Annie                                      |
| Omar Benson Miller   | Sascha Krüger         | Cornbread                                  |
| Delroy Lindo         | Sven Brieger          | Delta Slim                                 |
| Tenaj L. Jackson     | Agnes Hilpert         | Beatrice                                   |
| Yao                  | Florian Clyde         | Bo Chow                                    |
| Nathaniel Arcand     | Stefan Fredrich       | Chayton                                    |
| Li Jun Li            | Alice Bauer           | Grace Chow                                 |
| David Maldonado      | Michael Iwannek       | Hogwood                                    |
| Saul Williams        | Tim Moeseritz         | Jedidiah                                   |
| Lola Kirke           | Vanessa Wirth         | Joan                                       |
| Jayme Lawson         | Jessica Rust          | Pearline                                   |
| Andrene Ward-Hammond | Katharina Spiering    | Ruthie                                     |
| Buddy Guy            | Axel Lutter           | Sammie (alt)                               |
| Emonie Ellison       | Magdalena Höfner      | Therise                                    |

### Kostüme, Dreharbeiten, Szenenbild und Schnitt

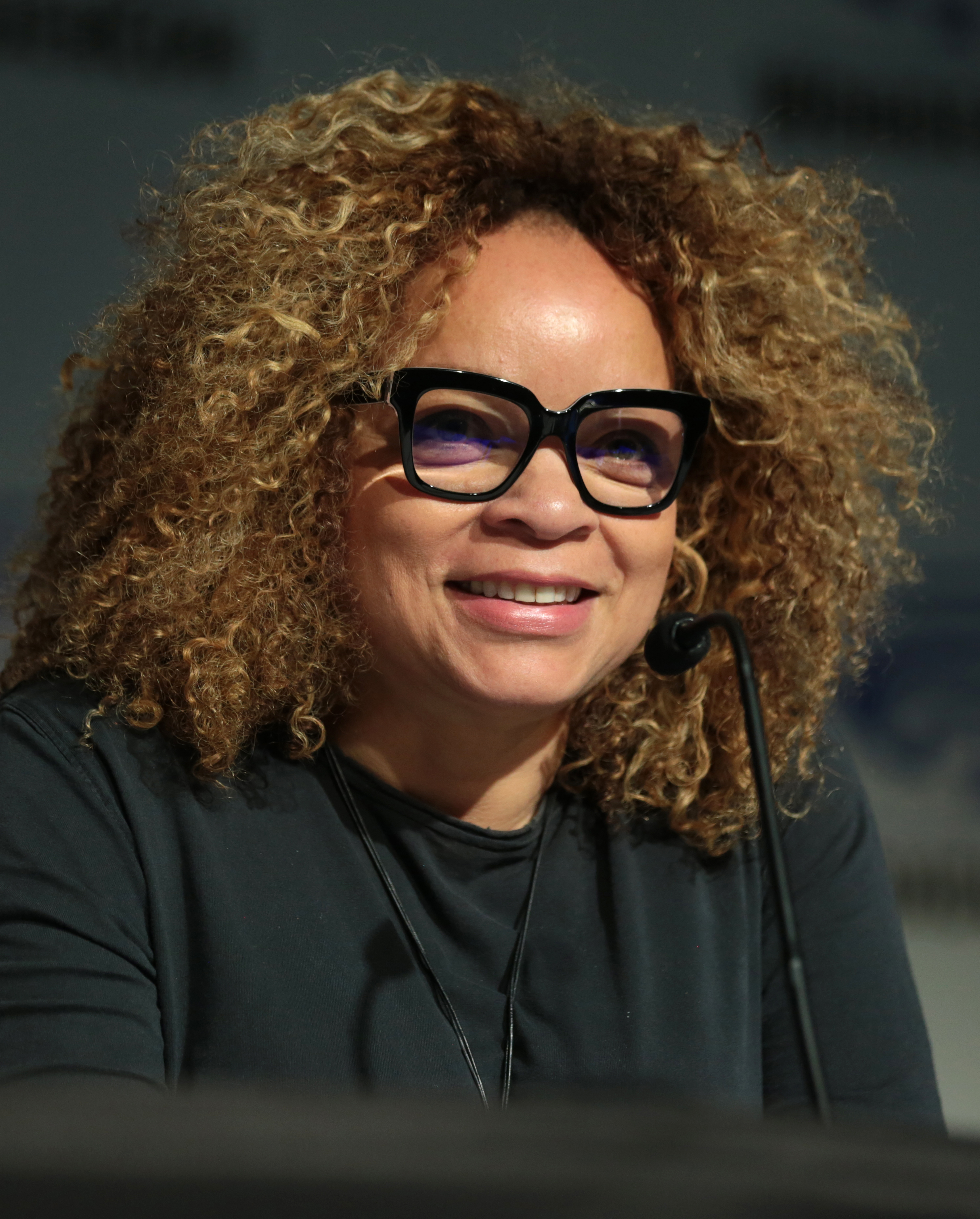
Die Kostüme wurden von Ruth E. Carter gestaltet

Das Kostümbild gestaltete die zweimal für den Oscar nominierte und für Black Panther und Black Panther: Wakanda Forever jeweils mit diesem ausgezeichnete Ruth E. Carter.
Die Dreharbeiten fanden ab Mitte April 2024 in New Orleans unter dem Arbeitstitel „Grilled Cheese“ statt, wurden in ihrem Verlauf in umliegenden Gebieten in Louisiana fortgesetzt und Mitte Juli 2024 beendet. Kamerafrau Autumn Durald Arkapaw, die ebenfalls bereits für Black Panther: Wakanda Forever tätig war, drehte den Film sowohl auf 65-mm-IMAX als auch auf Ultra Panavision 70.
Das Szenenbild stammt von Hannah Beachler, mit der Coogler ebenfalls bereits für Black Panther und Black Panther: Wakanda Forever zusammenarbeitete. Den Filmschnitt übernahm Michael P. Shawver, der bereits seit dem Kurzfilm Fig aus dem Jahr 2011 regelmäßig mit Coogler zusammenarbeitete.

### Filmmusik, Marketing und Veröffentlichung
Die Filmmusik komponierte der schwedische Oscar-Preisträger Ludwig Göransson, mit dem der Regisseur ebenfalls bereits für Nächster Halt: Fruitvale Station und Black Panther zusammenarbeitete. Ein Soundtrack-Album mit insgesamt 19 Musikstücken soll zum US-Kinostart von Sony Classical als Download veröffentlicht werden. Der von Darius Poviliunas, Kyris D’Asia Mingo und Tarkan Kozluklu geschriebene und von US-Rapper Rod Wave performte Titelsong wurde bereits Anfang April 2025 von Alamo Records & Sony Music Entertainment veröffentlicht. Ein zweites Album mit insgesamt 22 Songs aus dem Film, unter anderem von James Blake, Don Toliver, Brittany Howard und Raphael Saadiq, soll ebenso zum US-Kinostart erscheinen.
Der erste Trailer wurde Ende Januar 2025 vorgestellt. Die Premiere des Films fand am 3. April 2025 in New York statt. Am 17. April 2025 kam der Film in die deutschen und Deutschschweizer und am darauffolgenden Tag in die österreichischen und US-Kinos. Am 3. Juni 2025 ist eine Veröffentlichung als Video-on-Demand geplant.

## Rezeption

### Altersfreigabe
In den USA erhielt der Film ein R-Rating, was einer Freigabe ab 17 Jahren entspricht. In Deutschland wurde der Film von der FSK ab 16 Jahren freigegeben. In der Freigabebegründung heißt es, der vor allem zu Beginn ruhig inszenierte Film enthalte im weiteren Handlungsverlauf mehrere drastische Gewalt- und Verletzungsdarstellungen. Diese bewegten sich aber stets im Rahmen des realitätsfernen Genres und könnten von Jugendlichen ab 16 Jahren entsprechend verarbeitet werden. Das historische Setting sowie humorvolle Brechungen erleichterten zudem eine emotionale Distanzierung.

### Kritiken und Einspielergebnis
Von den bei Rotten Tomatoes aufgeführten Kritiken sind 98 Prozent positiv bei einer durchschnittlichen Bewertung mit 8,8 von 10 möglichen Punkten. Bei Metacritic erhielt der Film einen Metascore von 84 von 100 möglichen Punkten. Immer wieder wurde dabei der dem Film From Dusk Till Dawn ähnliche Stil bemerkt und Blood & Sinners mit Filmen wie Django Unchained und Inglourious Basterds verglichen.

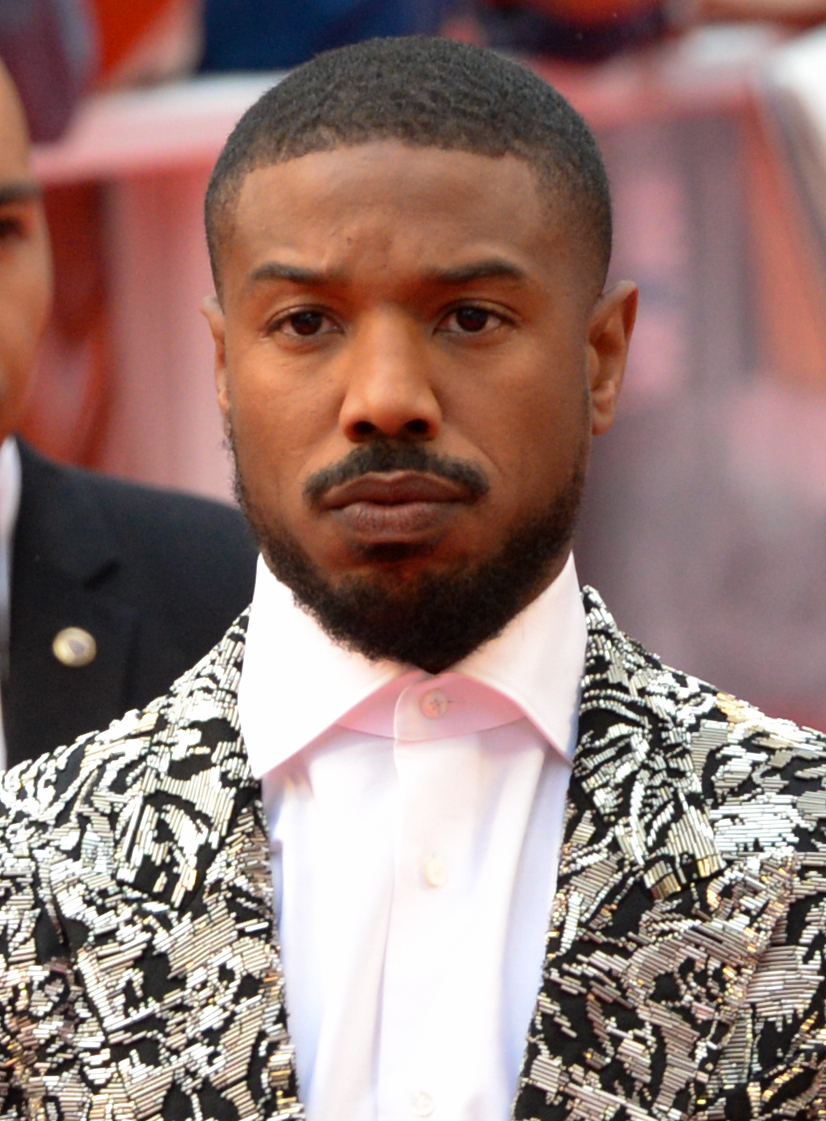
Michael B. Jordan spielt in einer Doppelrolle die Zwillinge Smoke und Stack

David Rooney schreibt in seiner Kritik für The Hollywood Reporter, Michael B. Jordan spiele die Zwillinge mit gegensätzlicher Energie und Haltung, Smoke in einen eleganten grauen Dreiteiler und eine Schiebermütze, Stack protzig mit goldenen Grills und einer burgunderfarbenen Fedora mit passender Krawatte und Einstecktuch. Eine echte Entdeckung sei Miles Caton, der ihren Cousin spielt und von seinem Wunsch getrieben wird, das Image des „Preacher Boy“ hinter sich zu lassen und sich ein Leben als Musiker aufzubauen. Jayme Lawsons Figur, die Pearline spielt, sei am wenigsten zufriedenstellend entwickelt, dies gleiche sie jedoch durch ihre sinnliche Bewegungen bei dem Auftritt im "Juke Joint" aus. Der eigentliche Star des Films sei jedoch die nigerianisch-britische Schauspielerin Wunmi Mosaku in der Rolle der geistesgegenwärtigen Annie.
Thomas Schultze beschreibt Blood & Sinners als einen Film über Amerika, über die schwarze Erfahrung in Amerika und einen wagemutigen Vampirfilm. Er sei ein Statement, in dem sich Ryan Cooglers Anliegen als Künstler ganz unmittelbar formulierten. Schultze hebt eine atemberaubend orgiastische Plansequenz hervor, die Vergangenheit, Gegenwart und Zukunft aus den stampfenden Blueskadenzen Preacher Boys entspringen lässt, an der Seite des Bluesmusikers afrikanische Stammesmitglieder, einen bizarr gekleideten Elektrogitarristen wie aus George Clintons Mothership und einen DJ mit seinen wheels of steel auftauchen lässt. In einer zweiminütigen Choreographie, die man gesehen haben müsse, um sie zu glauben, sei diese eine Genealogie afroamerikanischer Kultur. Weiter bemerkt Schultze die tief in die Textur von Blood & Sinners verwobene Dualität, erkennbar in den gegensätzlichen Zwillingen, dem Triebhaften und dem Sündigen der Musik, dem Guten und dem Bösen, Tag und Nacht, dem Spirituellen und dem Weltlichen, dem Kontemplativen und der Action. So sei ein entfesselt unterhaltsamer Spaß und ein großer Vampirfilm entstanden, in einer Ahnenreihe neben Near Dark oder Let Me In, und ein starker Beitrag zum Black Cinema, dem es gelinge, dem Blues eine durch und durch heutige Note zu geben.
Die weltweiten Einnahmen des Films aus Kinovorführungen belaufen sich auf 365,9 Millionen US-Dollar. In Deutschland verzeichnet der Film 278.355 Kinobesucher.

### Auszeichnungen
Critics’ Choice Super Awards 2025
- Auszeichnung als Bester Horrorfilm
- Auszeichnung als Bester Schauspieler in einem Horrorfilm (Michael B. Jordan)
- Nominierung als Beste Schauspielerin in einem Horrorfilm (Wunmi Mosaku)
- Nominierung als Bester Bösewicht in einem Film (Jack O’Connell)[34]

Fangoria Chainsaw Awards 2025

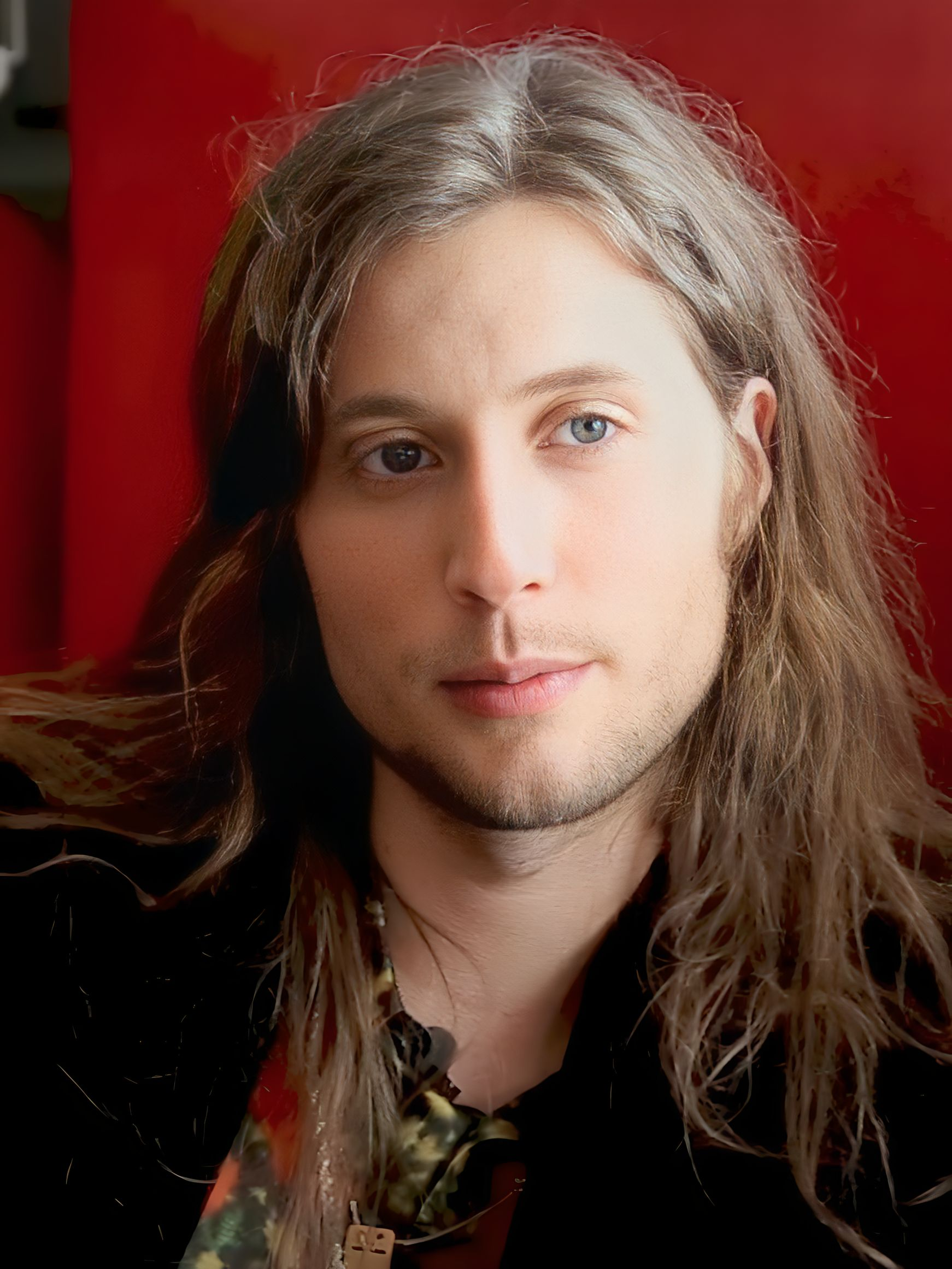
Die Filmmusik komponierte Ludwig Göransson

- Nominierung als Best Wide-Release Film
- Nominierung für die Beste Regie (Ryan Coogler)
- Nominierung für das Beste Drehbuch (Ryan Coogler)
- Nominierung für die Beste Hauptrolle (Michael B. Jordan)
- Nominierung für die Beste Nebenrolle (Miles Caton)
- Nominierung für die Beste Nebenrolle (Wunmi Mosaku)
- Nominierung für die Beste Nebenrolle (Jack O’Connell)
- Nominierung für die Beste Kamera (Autumn Durald Arkapaw)
- Nominierung für die Beste Filmmusik (Ludwig Göransson)
- Nominierung für die Besten Kostüme (Ruth E. Carter)[35]